# Caliban (banda)
Caliban é uma banda de metalcore formada em 1997, em Hattingen na Alemanha.

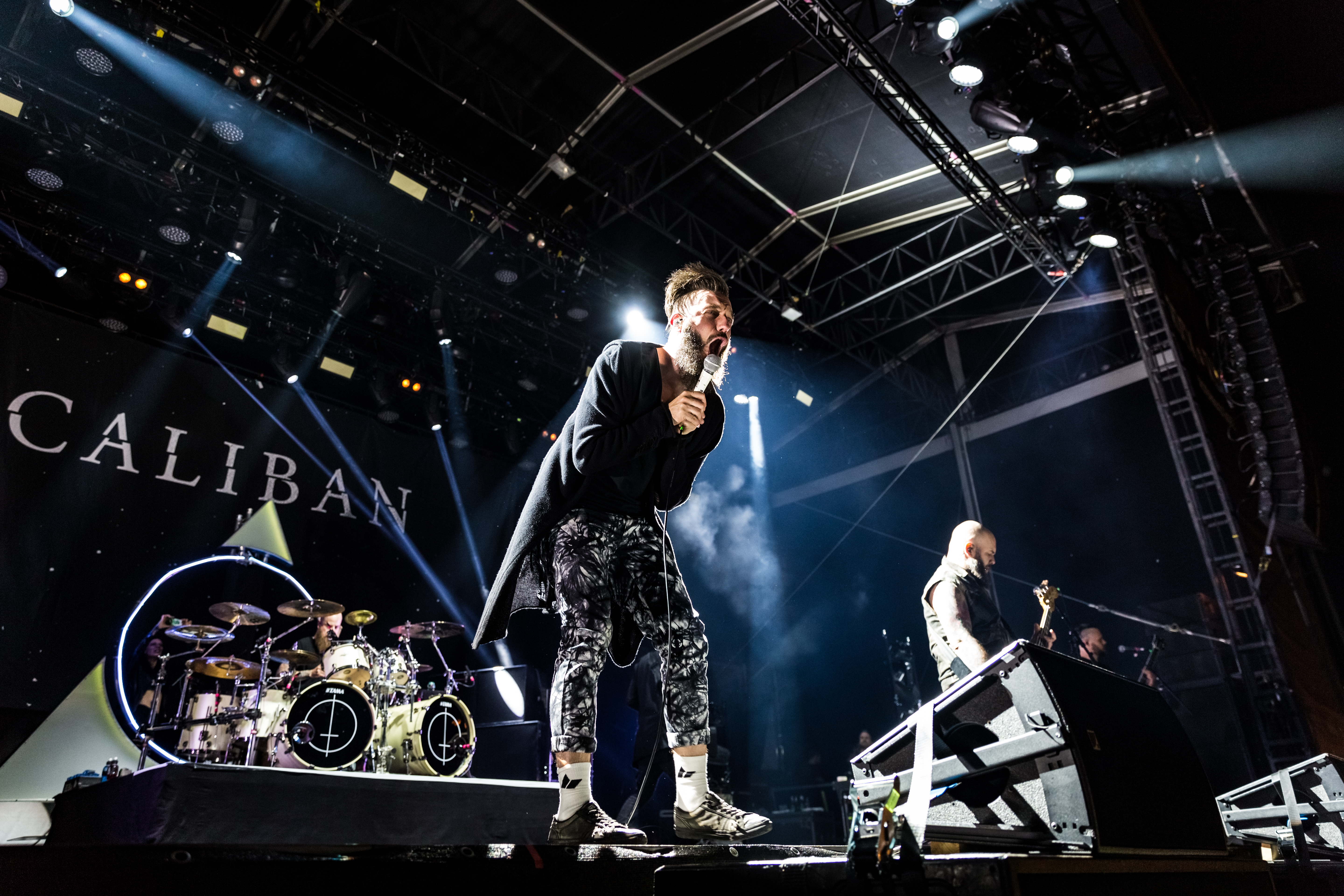
Caliban - Rock am Ring 2018

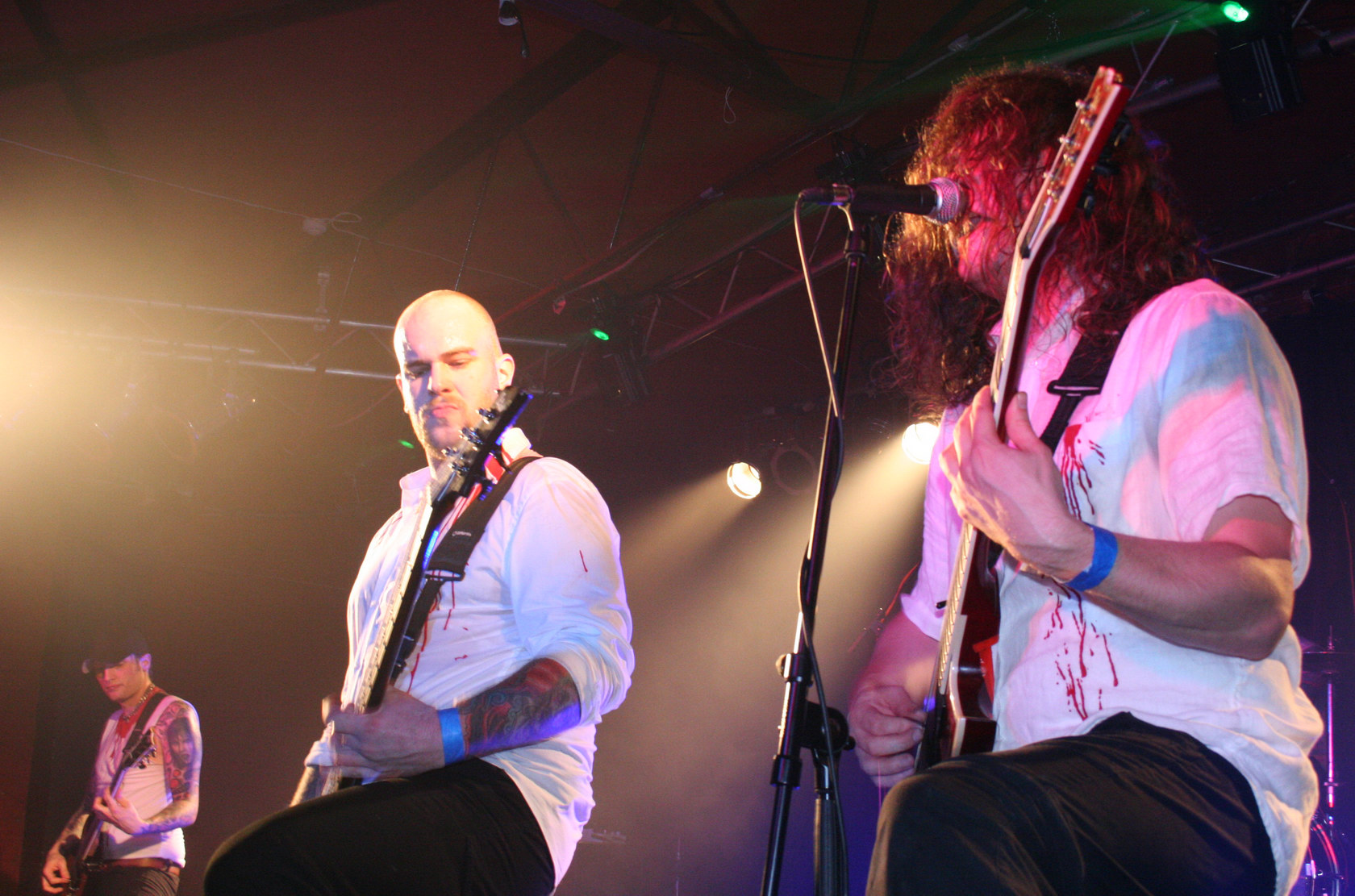
Caliban 2007

## Biografia
Caliban foi formada em Hattingen, na Alemanha, em 1997, sob o nome de "Never Again". Após 6 meses tocando juntos, a banda conseguiu gravar suas primeiras duas faixas, que nunca vieram a ser divulgadas (por motivo desconhecido). As músicas foram mandadas para diversas gravadoras, todas recusavam, até uma gravadora chamada Lifeforce resolveu lhes dar uma chance de gravar e divulgar suas músicas. Em 1998 os mesmos finalmente conseguiram lançar seu primeiro EP autointitulado da banda, para promovê-lo começando a fazer diversos shows por toda Europa para divulgá-lo, tendo aberto shows para algumas bandas de nome como Morning Again, Earth Crisis, e Cro-Mags.
Depois de seu tour pela Europa, em 1999, a banda entrou em estúdio para gravar mais um CD, agora melhor trabalhado, e levado bem mais a sério pela gravadora, o nome do CD é Small Boy and a Grey Heaven. O CD teve boas críticas pelos fãs, e pelas revistas especializadas, principalmente de hardcore. Caliban agora era descrito como uma mistura de Slayer, Poison the Well e Hatebreed.
Vent seu próximo álbum, saiu em abril de 2001. Lançado pelas gravadoras Imperium Records e Howling-Bull Records (No Japão). Pouco depois de lançar o seu terceiro álbum a banda foi convidada para tocar no Japão, em um festival de bandas chamado Beast-Feast que aconteceu no Yokohama Arena, assim dividindo o palco com bandas como Slayer, Pantera, Machine Head, Biohazard, e Morbid Angel. A tour no Japão foi seguida por uma turne nos EUA com a banda Bloodjinn, que foi interrompida em razão dos atentados de 11 de setembro. Logo depois, Caliban começa a gravar mais um CD.
Em agosto de 2002, Caliban lançou seu terceiro álbum oficial chamado Shadow Hearts, que é mais melódico, harmônico e bem produzido. Pouco tempo depois, em 2004 a banda fechou contrato para gravar com a gravadora Roadrunner Records e começar com seu trabalho seguinte que viria a se chamar The Opposite from Within onde trabalharam com o famoso  produtor Anders Fridén vocalista da banda In Flames.
Em julho de 2005, a banda lançou a segunda parte do seu split- CD com os seus amigos do Heaven Shall Burn, chamado The Split Programm II. A banda lançou seu quinto álbum chamado The Darkness Undying em fevereiro de 2006 e excursionou com All Shall Perish, Bleeding Through e I Killed The Prom Queen para a "Darkness over Europe" tour.
Em fevereiro de 2006, a banda lançou mais um CD, dessa vez chamado de The Undying Darkness. Onde eles trabalharam novamente com o produtor Anders Fridén e vocalista da banda In Flames. O CD continua a ser mais melódico e harmônico, assim como o Shadow Hearts.
Em maio de 2007 a banda lançou seu CD até então The Awakening. Desta vez com o produtor Benny Richter e o guitarrista do Killswitch Engage Adam Dutkiewicz foi lançado na Alemanha em 25 de maio. O álbum alcançou o número 36.º nas paradas alemãs. Esse CD possui guitarras melhor trabalhadas, e menos vocal limpo, e agora está sendo divulgado pelo mundo.
Em 2009, a banda excursionou com a banda alemã Kreator no "Chaos Over Europe Tour". Eles também assinou um contrato mundial com a Century Media. Eles lançaram seu novo álbum, Say Hello to the Tragedy, em 24 de agosto de 2009. Este álbum como The Awakening - chegou a 36.º lugar nas paradas da mídia alemã. Em outubro e novembro, eles excursionaram pela Europa sobre a "Beastfest European Tour 2009" com Suicide Silence, e os amigos alemãs da banda Maroon e os americanos do Emmure e After the Burial. "24 Years" o primeiro single do novo trabalho foi disponibilizado em 17 de julho pelo Myspace oficial da banda. Foram lançados clipes para os singles "24 Years", "Caliban's Revenge", "No One is Safe" e "Walk like the Dead".
Antes de um novo trabalho de estúdio em maio de 2011 a banda lançou Coverfield um EP com covers de Type O Negative, Rammstein, At the Gates e The Beatles.
I Am Nemesis oitavo álbum de estúdio da banda alemã que foi lançado em 3 de fevereiro de 2012. I Am Nemesis conta com participações especiais de Marcus Bischoff do Heaven Shall Burn e Mitch Lucker do Suicide Silence na canção "We Are The Many". Um clipe para o primeiro single "Memorial" postado no Youtube oficial da banda e tem tudo para virar um clássico. Também foi disponibilizado para download pelo site da Century Media a faixa "Dein R3.Ich". Segundo os próprios integrantes o novo trabalho é diferente, mas mantendo suas raízes sonoras. Em 4 de outubro de 2013 foi lançada como o último single do álbum I Am Nemesis o vídeo "This Oath."
A banda lançou o seu nono álbum de estúdio, Ghost Empire, que conta com algumas canções ao vivo como um material bônus. O lançamento de Ghost Empire foi no dia 24 Janeiro de 2014. Em fevereiro de 2014, o álbum entrou em setimo no German Media Control Charts.